# Pilsenmühle
Pilsenmühle ist ein Gemeindeteil des Marktes Markt Erlbach im Landkreis Neustadt an der Aisch-Bad Windsheim (Mittelfranken, Bayern). Pilsenmühle liegt in der Gemarkung Altselingsbach.

## Geografie
Die Einöde liegt am Pilsenbach, ein linker Zufluss des Selingsbachs, der wiederum ein linker Zufluss der Zenn ist. 0,5 km westlich des Ortes liegt das Waldgebiet Brand. Ein Anliegerweg führt zu einer Gemeindeverbindungsstraße (0,1 km nordwestlich), die nach Hagenhofen (0,4 km nördlich) bzw. nach Altselingsbach (1,3 km südlich) verläuft.

## Geschichte
Der Ort wurde 1157 als „Bulzeshem“ erstmals urkundlich erwähnt. Aus dem Grundwort -he(i)m kann geschlossen werden, dass der Ort ursprünglich aus mehreren Anwesen bestanden haben muss.
Gegen Ende des 18. Jahrhunderts gehörte die Pilsenmühle zur Realgemeinde Hagenhofen. Die Mühle hatte das brandenburg-bayreuthische Stadtvogteiamt Markt Erlbach als Grundherrn. Unter der preußischen Verwaltung (1792–1806) des Fürstentums Bayreuth erhielt die Pilsenmühle die Hausnummern 15 und 16 des Ortes Hagenhofen.
Von 1797 bis 1810 unterstand der Ort dem Justizamt Markt Erlbach und Kammeramt Neuhof. Im Rahmen des Gemeindeedikts wurde Pilsenmühle dem 1811 gebildeten Steuerdistrikt Linden und der 1813 gegründeten Ruralgemeinde Altselingsbach zugeordnet. Am 1. Januar 1970 wurde Pilsenmühle nach Markt Erlbach eingemeindet.

### Baudenkmäler
- Wohnstallhaus/Mühle[10]
- Hofhaus[10]

### Einwohnerentwicklung
| Jahr      | 001818 | 001840 | 001861 | 001871 | 001885 | 001900 | 001925 | 001950 | 001961 | 001970 | 001987 | 002017 | 002023 |
| Einwohner | 8      | 12     | *      | 7      | 8      | 8      | 6      | 10     | 5      | 7      | 6      | †4     | †3     |
| Häuser    | 2      | 2      |        |        | 2      | 2      | 2      | 1      | 1      |        | 1      |        |        |
| Quelle    | [ 12 ] | [ 13 ] | [ 14 ] | [ 15 ] | [ 16 ] | [ 17 ] | [ 18 ] | [ 19 ] | [ 20 ] | [ 21 ] | [ 22 ] |        | [ 1 ]  |

## Religion
Der Ort ist seit der Reformation evangelisch-lutherisch geprägt und bis heute nach St. Kilian (Markt Erlbach) gepfarrt. Die Katholiken gehören zur Kirchengemeinde Maria Namen (Markt Erlbach), die ursprünglich eine Filiale von St. Michael (Wilhermsdorf) war und seit 2019 eine Filiale von St. Johannis Enthauptung (Neustadt an der Aisch) ist.